# Ndaka (langue)
Pour les articles homonymes, voir Ndaka.
Le ndaka (aussi appelé indaaka, ou ndaaka) est une langue bantoue parlée par le peuple Ndaka, dans la province de l'Ituri, dans le territoire de Mambasa en République démocratique du Congo. Cette langue est lexicalement similaire aux langues mbo, budu, vanuma et nyali.